# Alfred Rosmer
Alfred Rosmer, född 23 augusti 1877 i Paterson, död 1964 i Créteil, var en fransk kommunistisk politiker. Han var vän och anhängare till Lev Trotskij varför han uteslöts ur det franska kommunistpartiet som antistalinist. När den trotskistiska Fjärde internationalen grundades 1938 hölls den första kongressen i Rosmers bostad i Paris.
Alfred Rosmers mest kända bok Moskva under Lenin är översatt till svenska (1971).